# Schambyl (Siedlung)
Schambyl (kasachisch Жамбыл; russisch Джамбул) ist eine Siedlung im Gebiet Qaraghandy in Kasachstan, benannt nach dem Akyn Schambyl Schabajew.
Schambyl (russ. Dschambul) ist auch der frühere Name der Stadt Taras in Kasachstan sowie ein kasachischer Vorname.

## Lage
Der Ort mit 1912 Einwohnern befindet sich im Landkreis Schet.

## Wirtschaft
In der näheren Umgebung werden Buntmetallerze gefördert.